# Albeus mester
Albeus mester (1200-as évek eleje – muhi csata, 1241) - IV. Béla hiteles összeírója. IV. Béla király őt bízta meg a Szent Márton-monostor birtokainak összeírásával.

## Élete
Megbízatásaiból és mesteri (magister) címéből következtetve jogtudó kanonok volt az esztergomi székeskáptalanban, aki 1233-ban honti, 1235-1240 között nyitrai, majd 1240-1241-ben esztergomi főesperes volt.
Két alkalommal is járt Rómában: 1235-ben ő képviselte a Szentszéknél Róbert esztergomi érseket a garamszentbenedeki apát elleni perében, majd 1240-ben annak a küldöttségnek volt a tagja, amely IX. Gergely pápának megvitte Mátyás váci püspöknek esztergomi érsekké való megválasztásának hírét. 1241-ben a tatárok ellen vívott muhi csatában vesztette életét.

## Munkássága
Pannonhalmával többször került kapcsolatba: először 1233-ban, egy per kapcsán döntőbíróvá választották, másodszor pedig 1237 késő ősze és 1239 nyara között, amikor IV. Béla király Uros apát kérésének eleget téve azzal bízta meg, hogy írja össze a monostor összes, bármiféle jogcímen bírt birtokait és szolganépeit szolgálatuk szerint.